# (100209) 1994 JG5
(100209) 1994 JG5 es un asteroide perteneciente al cinturón de asteroides, descubierto el 4 de mayo de 1994 por el equipo del Spacewatch desde el Observatorio Nacional de Kitt Peak, Arizona, Estados Unidos.